# Stefania Bonazzi
Stefania Bonazzi es una deportista italiana que compitió en triatlón.
Ganó una medalla de plata en el Campeonato Europeo de Triatlón de Larga Distancia de 2004. Además, obtuvo una medalla de plata en el Campeonato Europeo de Xterra Triatlón de 2006.

## Palmarés internacional
| Campeonato Europeo | Campeonato Europeo    | Campeonato Europeo | Campeonato Europeo |
| Año                | Lugar                 | Medalla            | Prueba             |
| ------------------ | --------------------- | ------------------ | ------------------ |
| 2004               | Immenstadt (Alemania) | Medalla de plata   | Individual         |

| Campeonato Europeo | Campeonato Europeo | Campeonato Europeo | Campeonato Europeo |
| Año                | Lugar              | Medalla            | Prueba             |
| ------------------ | ------------------ | ------------------ | ------------------ |
| 2006               | Orosei (Italia)    | Medalla de plata   | Individual         |